# Casting Crowns
I Casting Crowns sono una band di christian rock, vincitori di un Grammy Award e di un Dove Award nel 2007, il cui genere è soft rock. Il gruppo è stato creato da Mark Hall, responsabile del gruppo giovanile della First Baptist Church Downtown di Daytona Beach. Precedentemente la band suonava anche in un gruppo giovanile ad Atlanta in Georgia.

## Musica

### Esordi
Scoperti da Steven Curtis Chapman, leggenda della musica cristiana contemporanea, i Casting Crowns hanno ricevuto un contratto discografico e sono saliti alla ribalta nel 2003 con il loro album di debutto dal titolo Casting Crowns. L'album è diventato velocemente uno degli album di debutto più venduti nella storia della musica cristiana. Il secondo disco, Lifesong, venne pubblicato nel 2005 e raggiunse la nona posizione nella classifica Billboard. Entrambi gli album hanno ricevuto il disco di platino.

### Gli album più recenti
Il terzo lavoro della band è intitolato The Altar and the Door e ha raggiunto al debutto la seconda posizione della classifica Billboard e la prima nella classifica Hot Christian Albums dopo la pubblicazione nell'agosto del 2007.
L'album Come to the Well (2011) è stato, nella settimana del suo debutto, il secondo album più venduto negli Stati Uniti.

### Singoli
I Casting Crowns hanno avuto un enorme successo negli Stati Uniti. Al giorno d'oggi hanno pubblicato sette singoli che sono diventati numeri uno nelle varie classifiche di musica cristiana. Nel 2003 Voice of Truth è rimasto per quattordici settimane al primo posto delle classifiche; Lifesong per nove settimane e Praise You In The Storm per sette. East to West, primo singolo del nuovo album The Altar and the Door ha raggiunto il primo posto dopo sole sette settimane dalla pubblicazione.

## Ministerio
Mark Hall, il leader dei Casting Crowns, definisce il loro lavoro come qualcosa di affine a quello che il mondo chiama "predicare al coro". In conformità con il "grande mandato" di Gesù, Hall descrive la loro musica come "ministerio di discepolato" (Vangelo di Marco 16,15)
Attualmente i membri dei Casting Crowns sono ministri alla "Eagle's Landing Baptist Church" di McDonough, Georgia, dove la band suona durante i culti. Mark Hall conduce spesso la preghiera e il messaggio portato durante i mercoledì.

## Curiosità
Il brano "Who am I", tratto dall'album Casting Crowns, in occasione del Super Show 2 è stato interpretato dall'artista Choi Siwon, membro del gruppo musicale sudcoreano Super Junior.

## Discografia

### Album studio
- Casting Crowns (30 settembre 2003)
- Lifesong (30 agosto 2005)
- The Altar and the Door (28 agosto 2007)
- Until the Whole World Hears (17 novembre 2009)
- Come to the Well (18 ottobre 2011)
- Thrive (28 gennaio 2014)
- The Very Next Thing (16 settembre 2016)
- Only Jesus (16 novembre 2018)

### Album live
- Live from Atlanta (2004)
- Lifesong Live (2006)
- The Altar and the Door Live (2008)
- Until the Whole World Hears... Live (2010)
- A live worship experience (2015)

### Altri album
- Peace on Earth (2008, natalizio)
- The Acoustic Sessions: Volume One (2013, acustico)

## Libri
- Lifestories di Mark Hall

## Membri
- Mark Hall - voce
- Juan DeVevo - chitarra acustica, chitarra elettrica, voci
- Melodee DeVevo - violino, voci
- Hector Cervantes -  chitarra elettrica, voci
- Chris Huffman - basso
- Megan Garrett - tastiere, voci
- Andy Williams - batteria

## Produttori/Produttori Esecutivi
- Steven Curtis Chapman - Produttore dell'album Casting Crowns
- Mark A. Miller - Produttore degli album Casting Crowns, Lifesong, The Altar and the Door
- Terry Hemmings - Produttore esecutivo degli album Lifesong, The Altar and the Door